# Unterseeboot UC-16
Pour les autres navires du même nom, voir Unterseeboot 17.
L'Unterseeboot UC-16 est un sous-marin (U-Boot) mouilleur de mines allemand de type UC II utilisé par la Kaiserliche Marine pendant la Première Guerre mondiale. Le U-boot a été commandé le 29 août 1915 et lancé le 1er février 1916. Il a été mis en service dans la marine impériale allemande le 18 juin 1916 sous le nom de UC-16. En 13 patrouilles, l'UC-16 a coulé 43 navires, soit par ses torpilles, soit par les mines qu’il a posées. L'UC-16 disparut en octobre 1917. Une étude allemande d’après-guerre a conclu que l'UC-16 avait probablement coulé après avoir heurté une mine au large de Zeebruges. 

## Conception
Comme tous les sous-marins allemands de type UC II antérieurs à l’UC-25, l'UC-16 avait un déplacement de 417 tonnes en surface et de 493 tonnes en plongée. Il avait une longueur hors tout de 49,35 m, un maître-bau de 5,20 m et un tirant d'eau de 3,65 m. Le sous-marin était propulsé par deux moteurs diesel 6 cylindres à quatre temps produisant chacun 250 ch (180 kW), soit un total de 500 ch (370 kW), et par deux moteurs électriques produisant 460 ch (340 kW), actionnant deux arbres d'hélice.
Le sous-marin avait une vitesse maximale de 11,6 nœuds (20,5 km/h) en surface et de 7 nœuds (13 km/h) en immersion. Son autonomie était de 9430 milles marins (17460 km) à 7 nœuds (13 km/h) en surface, et de 55 milles marins (102 km) à 4 nœuds (7,4 km/h) en immersion. Il lui fallait 35 secondes pour plonger, et il était capable d’opérer à une profondeur maximale de 50 mètres.
L'UC-16 était équipé de trois tubes lance-torpilles de 500 mm, un à l’arrière et deux à l’avant, avec sept torpilles, et d’un canon de pont de 8,8 cm SK L/30. Mais son arme principale était ses six puits de mine de 1000 mm portant dix-huit mines UC 200. Son effectif était de vingt-six membres d’équipage.

## Affectations
- Flottilles des Flandres / Flandre I : du 11 septembre 1916 au 4 octobre 1917

## Commandants
- Oberleutnant zur See Egon von Werner : du 26 juin 1916 au 22 avril 1917
- Oblt.z.S. Georg Reimarus : du 15 juillet au 4 octobre 1917

## Navires coulés
| Date              | Nom                                 | Nationalité      | Tonnage | Destin    |
| ----------------- | ----------------------------------- | ---------------- | ------- | --------- |
| 23 septembre 1916 | Andromeda                           | United Kingdom   | 149     | Coulé     |
| 23 septembre 1916 | Beechwold                           | United Kingdom   | 129     | Coulé     |
| 23 septembre 1916 | Britannia III                       | United Kingdom   | 138     | Coulé     |
| 23 septembre 1916 | Cockatrice                          | United Kingdom   | 115     | Coulé     |
| 23 septembre 1916 | Mercury                             | United Kingdom   | 183     | Coulé     |
| 23 septembre 1916 | Phoenix                             | United Kingdom   | 117     | Coulé     |
| 23 septembre 1916 | Refino                              | United Kingdom   | 182     | Coulé     |
| 23 septembre 1916 | Rego                                | United Kingdom   | 176     | Coulé     |
| 23 septembre 1916 | Restless                            | United Kingdom   | 125     | Coulé     |
| 23 septembre 1916 | Viella                              | United Kingdom   | 144     | Coulé     |
| 23 septembre 1916 | Weelsby                             | United Kingdom   | 122     | Coulé     |
| 19 octobre 1916   | RMS Alaunia                         | United Kingdom   | 13405   | Coulé     |
| 22 octobre 1916   | Fortuna                             | Pays-Bas         | 1254    | Coulé     |
| 11 novembre 1916  | Daphne                              | Norvège          | 1388    | Coulé     |
| 11 novembre 1916  | Veronica                            | United Kingdom   | 27      | Coulé     |
| 13 novembre 1916  | Marie Therese                       | France           | 156     | Coulé     |
| 14 novembre 1916  | N.D. De Bon Secours                 | France           | 81      | Coulé     |
| 14 novembre 1916  | Nominoe                             | France           | 327     | Coulé     |
| 14 novembre 1916  | Salangane                           | France           | 125     | Coulé     |
| 16 novembre 1916  | Lelia                               | France           | 79      | Coulé     |
| 16 novembre 1916  | Vasco                               | United Kingdom   | 1914    | Coulé     |
| 26 novembre 1916  | Caloric                             | Norvège          | 7012    | Endommagé |
| 28 décembre 1916  | Suffolk                             | United Kingdom   | 7573    | Endommagé |
| 30 décembre 1916  | Aspenleaf                           | United Kingdom   | 7535    | Endommagé |
| 18 janvier 1917   | Taormina                            | Royaume d'Italie | 2,457   | Coulé     |
| 19 janvier 1917   | Anna                                | Norvège          | 1237    | Coulé     |
| 19 janvier 1917   | Reinunga                            | Norvège          | 1147    | Coulé     |
| 19 janvier 1917   | Theresdal                           | Norvège          | 1762    | Coulé     |
| 21 janvier 1917   | Couronne                            | France           | 169     | Coulé     |
| 22 janvier 1917   | Juno                                | Pays-Bas         | 2345    | Endommagé |
| 23 janvier 1917   | Ymer                                | Norvège          | 1123    | Coulé     |
| 15 février 1917   | Leven                               | United Kingdom   | 775     | Coulé     |
| 26 février 1917   | Sea Gull                            | United Kingdom   | 144     | Coulé     |
| 26 février 1917   | HMT St. Germain                     | Royal Navy       | 307     | Endommagé |
| 15 mars 1917      | Coonagh                             | United Kingdom   | 1412    | Coulé     |
| 20 avril 1917     | HMS Glen                            | Royal Navy       | 112     | Endommagé |
| 27 juillet 1917   | Dirk                                | Pays-Bas         | 81      | Coulé     |
| 27 juillet 1917   | Dirk van Duyne                      | Pays-Bas         | 116     | Coulé     |
| 27 juillet 1917   | Jan                                 | Pays-Bas         | 104     | Coulé     |
| 27 juillet 1917   | Majoor Thomson                      | Pays-Bas         | 110     | Coulé     |
| 27 juillet 1917   | President Commissaris van den Burgh | Pays-Bas         | 111     | Coulé     |
| 27 juillet 1917   | Sterna III                          | Pays-Bas         | 111     | Coulé     |
| 28 juillet 1917   | Neptunus I                          | Pays-Bas         | 80      | Coulé     |
| 16 août 1917      | Manchester Engineer                 | United Kingdom   | 4,465   | Coulé     |
| 17 août 1917      | Susie                               | United Kingdom   | 41      | Coulé     |
| 18 août 1917      | Ardens                              | United Kingdom   | 1274    | Coulé     |
| 4 septembre 1917  | Bishopston                          | United Kingdom   | 2513    | Coulé     |
| 7 septembre 1917  | Hinemoa                             | United Kingdom   | 2283    | Coulé     |
| 7 septembre 1917  | Vestfjeld                           | Norvège          | 2063    | Coulé     |